# Edmund Pędziwiatr
Edmund Pędziwiatr (ur. 19 sierpnia 1925 w Częstochowie, zm. 3 lutego 2004) – polski walcownik, poseł na Sejm PRL V kadencji.

## Życiorys
Uzyskał wykształcenie zasadnicze zawodowe. Pracował jako brygadzista hutnik-walcownik w Hucie im. Bolesława Bieruta w Częstochowie. W 1969 uzyskał mandat posła na Sejm PRL w okręgu Częstochowa z ramienia Polskiej Zjednoczonej Partii Robotniczej, zasiadał w Komisji Handlu Wewnętrznego. Odznaczony Złotym Krzyżem Zasługi.
Został pochowany na Cmentarzu Rakowskim w Częstochowie.